# Jerzy Wiklendt
Jerzy Wiklendt (ur. w 1929 w Lidzbarku, zm. 30 września 2017 w Jeleniej Górze) – inżynier architekt, urbanista, fotograf, uhonorowany tytułem Artiste FIAP (AFIAP). Członek rzeczywisty, członek honorowy i Artysta Fotoklubu Rzeczypospolitej Polskiej (AFRP). Wieloletni preses Zarządu ówczesnego Wrocławskiego Towarzystwa Fotograficznego (obecnie Dolnośląskie Stowarzyszenie Artystów Fotografików i Twórców Audiowizualnych).

## Życiorys
W 1955 ukończył studia na Wydziale Architektury Politechniki Wrocławskiej. W latach 1969–1970 był autorem projektu przebudowy i modernizacji renesansowych domów przy ulicy Więziennej 1-4 we Wrocławiu.
W 1978 roku został członkiem Związku Polskich Artystów Fotografików. Był członkiem honorowym Jeleniogórskiego Towarzystwa Fotograficznego. W 1982 roku został członkiem honorowym Dolnośląskiego Stowarzyszenia Artystów Fotografików i Twórców Audiowizualnych – DSAFiTA.
Jerzy Wiklendt jest autorem kilkunastu wystaw indywidualnych, współautorem ponad 300 wystaw zbiorowych (ogólnopolskich) i ponad 40 wystaw międzynarodowych (pod patronatem FIAP), m.in. w: Brazylii (1960), Czechosłowacji (1962/1970), Jugosławii (1963), Anglii (1963/1964/1965/1969/1978), Australii (1963/1978), Rumunii (1963/1965), NRD (1964/1965), Hongkongu (1964), Kanadzie (1964), Danii (1965/1968), ZSRR (1969), Francji (1977), Hiszpanii (1977/2000), RFN (1989), USA (1998), Japonii (1998), Austrii (1999). Jest laureatem ok. 250 nagród, dyplomów, medali i listów gratulacyjnych. W latach 1971–1978 był przewodniczącym Dolnośląskiego Klubu Instruktorów Amatorskich Zespołów Artystycznych Filmu i Fotografii we Wrocławiu. W latach 1982–1988 był konsultantem artystycznym Wszechnicy Fotograficznej (WDK) w Jeleniej Górze.
W 1997 roku został przyjęty do Fotoklubu Rzeczypospolitej Polskiej. Decyzją Komisji Kwalifikacji Zawodowych Fotoklubu RP, otrzymał dyplom potwierdzający kwalifikacje do wykonywania zawodu artysty fotografa, fotografika. W 1968 roku został uhonorowany tytułem AFIAP (Artiste FIAP), nadanym przez Międzynarodową Federację Sztuki Fotograficznej FIAP. W 2011 roku został laureatem Nagrody Marszałka Województwa Dolnośląskiego, za szczególne osiągnięcia w dziedzinie kultury.
Jerzy Wiklendt zmarł 30 września 2017 w Jeleniej Górze, pochowany został 10 października 2017 na Cmentarzu Prawosławnym w Warszawie.

## Wybrane wystawy autorskie
- „Architektura i krajobraz” (Wrocław 1969)[25]
- „Wystawa fotografii” (Wrocław 1971)
- „Wystawa zdjęć z Festiwalu Amatorskich Zespołów Artystycznych Uchodźców z Grecji” (Wrocław 1972)
- „Architektura” (Wrocław 1973)
- „Płetwonurki” (Wrocław 1975)
- „Fotografia; 40-lecie pracy twórczej” (Jelenia Góra 1997)
- „Człowiek” (Jelenia Góra 1998)
- „Architektura” (Jelenia Góra 2004)
- „50 lat mojego fotografowania” (Jelenia Góra 2007)
- „Dokument dużo mówi” (Jelenia Góra 2008)
- „Pamięć miasta” (Jelenia Góra 2009)
- „Solidarność” (Jelenia Góra 2009)
- „Migawki” (Jelenia Góra 2010)
- „Solidarność w obiektywie” (Jelenia Góra 2010)

## Odznaczenia
- Złoty Krzyż Zasługi[25];
- Złota Odznaka Zasłużony dla Dolnego Śląska[28]
- Odznaka „Zasłużony Działacz Kultury”
- Srebrna Odznaka Honorowa Federacji Amatorskich Stowarzyszeń Fotograficznych w Polsce
- Medal 40-lecia ZPAF
- Medal 150-lecia Fotografii (1989)
- Srebrny Medal „Zasłużony dla Fotografii Polskiej”[29]

## Rodzina
Jerzy Wiklendt był mężem polskiej artystki fotograf – Jolanty Wilkońskiej.